# قلعه غنجعلیخان افشار
قلعه غنجعلیخان افشار مربوط به دوره صفوی است و در شهرستان بافت، بخش مرکزی، روستای هشون واقع شده و این اثر در تاریخ ۲۲ مرداد ۱۳۸۴ با شمارهٔ ثبت ۱۳۰۶۱ به‌عنوان یکی از آثار ملی ایران به ثبت رسیده‌است.
نام دیگر این قلعه، قلعه نارنج (نارنج قلعه به گفته اهالی منطقه هشون) یا قلعه هشون می‌باشد، غنجعلی‌خان افشار، ایلخان افشارهای کرمان تابستان‌ها در این قلعه سکونت داشت، در همین قلعه با سردار ظفر بختیاری درگیر شد، زخم توپ‌های سردار ظفر بر تن یکی از برج‌های این قلعه، به شکل یک حفره و سوراخ هنوز بر جای مانده است. قلعه نارنج در هشون و در مسیر جاده بافت – سیرجان قرار دارد و در چهار گوشۀ آن چهار برج وجود داشته و در بین این چهار برج ساختمان بزرگی  بوده که بزرگان قبایل و ایل‌ها در آن زندگی می‌کردند.